# Hakea ilicifolia
Hakea ilicifolia är en tvåhjärtbladig växtart som beskrevs av Robert Brown. Hakea ilicifolia ingår i släktet Hakea och familjen Proteaceae. Inga underarter finns listade i Catalogue of Life.